# Historia de Héroes del Silencio
Héroes del Silencio (a veces abreviado HDS) fue un grupo español de rock radicado en Zaragoza, formado inicialmente por Juan Valdivia y Enrique Bunbury a mediados de los años 80. Experimentaron un gran éxito en España y Latinoamérica, así como en varios países europeos, incluyendo Alemania, Bélgica, Suiza, Francia e Italia, convirtiéndose en uno de los más exitosos grupos en la historia del rock en español. Después de doce años en los que vendieron más de 6 millones de discos en más de 37 países, y en los que ofrecieron más de 1000 conciertos, la banda se separó en 1996.
En 2007, conmemorando el 20.º aniversario de sus primeras grabaciones y 11 años después de su ruptura, anunciaron su regreso con una gira de 10 conciertos en España y América, titulada genéricamente Héroes del Silencio Tour 2007. Después de la gira se separaron definitivamente.

## Historia

### Orígenes
Desde pequeño, Juan Valdivia (Segovia, 1965) estuvo introducido en el mundo de la música, ya que su padre era un gran amante de este arte. Con 10 o 12 años comenzó a tocar la guitarra clásica como alumno de su hermana, que le enseñó los acordes básicos y ejercicios simples. Cuando marchó a Zaragoza cambió la guitarra clásica y compró su primera guitarra eléctrica, una Stagg modelo Stratocaster japonesa. Acompañado de algunos amigos montó el grupo que sería el cunero de Héroes del Silencio, Zumo de Vidrio. En uno de los cambios de formación que sufrió Zumo de Vidrio entró Enrique Ortiz de Landázuri Izardui, al que más tarde se conocería como Enrique Bunbury para sustituir al bajista que se había marchado. Enrique, que tocaba el bajo, probó a cantar un tema de David Bowie y Juan vio que la voz de su compañero podría encajar perfectamente en el tipo de música que él quería hacer. Así, Héroes del Silencio se formó en Zaragoza a mediados de la década de los ochenta. Posteriormente, en 1986, Pedro Valdivia (batería) se fue a estudiar y dejó el grupo; su sustituto se llamaba Pedro Andreu (Zaragoza, 1966). También hubo más cambios ya que Enrique quería dejar el bajo para tener más soltura en el escenario a la hora de cantar y dieron con un bajista llamado Joaquín Cardiel (Zaragoza, 1965).
Conciertos, ensayos, la grabación de una maqueta (La última daga, de 1986, que incluía "No más lágrimas", "El mar no cesa" y "Héroe de Leyenda") e incluso el primer premio en un concurso para grupos no profesionales fue lo que vivieron en sus primeros tiempos juntos hasta que Gustavo Montesano (exintegrante del grupo Olé Olé) los vio en directo en la Sala «En Bruto» (Zaragoza) en enero de 1987 y, viendo su potencial, les puso en contacto con la importante discográfica EMI, la cual les propuso grabar un EP con cuatro temas. La grabación y posterior edición de este disco, a finales de 1987, fue simplemente una prueba que les puso la casa antes de grabar un LP completo; si vendían un mínimo de 5.000 copias grabarían el siguiente disco. Se trataba del mini LP Héroe de Leyenda, que superó las 30.000 copias.
Tras este mini-disco, se presentan en Madrid en el Festival de San Isidro, donde dan a conocer la fuerza de sus canciones y su calidad en directo. Durante esa primera etapa la banda estaba muy influenciada por el Post-Punk británico (Echo and the Bunnymen, Bauhaus...).
En octubre de 1988 publican su primer álbum, El Mar No Cesa, alcanzando el disco de platino en muy poco tiempo, lo que los convirtió en uno de los grupos más exitosos del momento. Después de la edición del disco, la compañía hizo una buena promoción del grupo y una gira que les llevó por todo el territorio español.

### Inicio de la fama

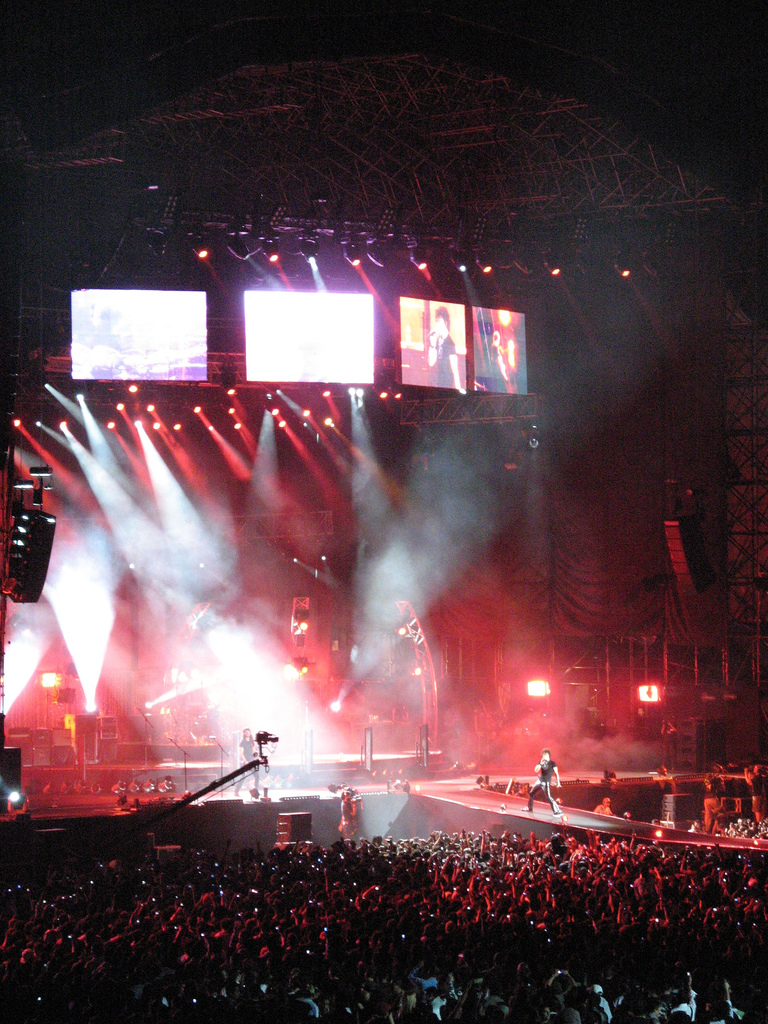
Presentación en vivo de Héroes del Silencio en Foro Sol, México en octubre de 2007.

En un concierto en Calatayud, Phil Manzanera los vio actuar y se dio cuenta de que el verdadero estado de Héroes era el directo.  Se ofreció para producirles un nuevo disco y a finales de 1990 vuelven al estudio para grabar nuevo material, su segundo disco: Senderos de traición.
Se grabaron todos los temas de tirón (algunos ya habían sido presentados durante la gira de El Mar no Cesa, y otros como Decadencia, de 1986, y El Cuadro II, cuya primera versión data de 1985), mejoraron su estética para ser incluida en el disco y resultó ser un conjunto de canciones extraordinariamente poderosas y emocionales que ilustraban perfectamente la profundidad de la habilidad musical del grupo y la carismática presencia de Enrique Bunbury, con temas como "Entre Dos Tierras" y "Maldito Duende".
La crítica los empezó a llamar los The Mission españoles, al tener muchos puntos en común como el tipo de arpegios, las letras crípticas, la sonoridad en general, la estética y la simbología. Bunbury lo considera la cumbre de Héroes, su momento de oro. A la revista Efe Eme declaró: 

"En Senderos de traición está todo bien, es el disco que nos gusta a todos, tiene canciones que nos dan mucha recompensa."

En dos semanas, este álbum se colocó en el número uno de ventas en España con unas 400 mil copias. Tras la correspondiente gira por España, que incluyó 140 conciertos, en septiembre de 1991 un promotor alemán fue persuadido a escuchar la música del grupo. Estaba en proceso de organizar lo que sería el mayor festival en Berlín:  "Rock against Racism" (Rock contra el racismo), una protesta de celebridades musicales de varios países ante el resurgimiento del fascismo en Europa, y particularmente en la recientemente unida Alemania. De esta forma, el promotor alemán los invitó a tocar en el festival, que se llevó a cabo a finales de 1991 en Berlín. Esta presentación fue la forma en que estalló su fama en aquel país. Casi se puede asegurar que esto fue también su apertura al público europeo, debido a que después se embarcaron en una gira continental, sufragada con las ganancias de los conciertos en España, que abarcó Alemania, Bélgica, Suiza y Francia, y unas ventas en Europa de unas 800 mil copias. También hubo gira por Sudamérica para la promoción de este disco, que coincidió con el 5.º centenario del Descubrimiento; pero a pesar de conseguir unas ventas de 175 mil ejemplares, tanto el grupo como la compañía consideraron la gira como poco exitosa.
En esta gira sudamericana conocieron a un guitarrista del cual Pedro se hizo buen amigo: Alan Boguslavsky (México).
A principios de 1993 volvieron al estudio de grabación para registrar el doble LP (en su edición en vinilo) El Espíritu del Vino, para el mismo además de la producción de Phil Manzanera contaron con Copi Corellano en pianos y hammond. Algunas de sus canciones se empezaron a escuchar como inéditas en bastantes conciertos dados a lo largo del año 1992. Este álbum llegó a ser número uno en varios países, entre los que destacan España, México y Suiza, así como a ocupar puestos importantes en algunos otros, por ejemplo, el número nueve en Alemania. Con este tercer disco el grupo hizo un giro hacia un rock más duro e incluso psicodélico, debido en gran medida a las influencias del guitarrista Juan Valdivia, quien tenía un interés creciente por grupos del panorama del hard rock. Este cambio puede apreciarse en canciones como "El camino del exceso" o "Los placeres de la pobreza". Continuando sus planteamientos en cuanto a las giras (España, Europa y Sudamérica) y a la internacionalización del grupo, Héroes del Silencio llegó a MTV, que emitió conciertos y promovió sus vídeos musicales en toda Europa. Si Senderos de traición significó el salto, se puede decir que El espíritu del vino fue la consagración, pues las ventas aumentaron y la lista de fechas de conciertos fue mucho más larga. Pero antes de empezar este tour, Alan Boguslavsky se unió al grupo como guitarra de apoyo y así, con cinco miembros por primera vez, viajaron por el «Camino del Exceso», gira posterior a la edición de este tercer disco. Poco después Boguslavsky terminaría siendo un miembro más de la banda, componiendo con ellos, aunque sin salir en las fotos promocionales de su siguiente álbum.
El grupo se tomó unas vacaciones bastante largas al acabar, lo que hizo pensar a los seguidores que algo no iba bien en el interior.
A inicios de 1995 de nuevo al estudio, pero esta vez se fueron a Los Ángeles. De allí traen bajo el brazo su último disco de estudio: Avalancha, con Bob Ezrin (Lou Reed, Pink Floyd, Peter Gabriel, Alice Cooper, Kiss, etc.) como productor ejecutivo. Se trata de un álbum que siguió la estela marcada por El espíritu del vino, pero con unas letras más directas y un enfoque de Hard Rock americano e incluso con algunos tintes Grunge. El álbum, que volvió a ser número uno en España, doce en Portugal, ocho en Suiza y treinta en Alemania, los embarcó en una gira a auténtico nivel mundial, en la que visitaron más de treinta países. incluyendo en su calendario un público que hasta ahora no habían visitado: América del Norte.
Al final de la gira de este último LP sale al mercado un doble CD que recoge sus temas en dos conciertos (Madrid y Zaragoza); Parasiempre fue su título y, de nuevo, obtuvo la primera posición en listas. A la postre resultaría ser el último disco del grupo, ya que la formación se disolvió tras este trabajo.

### Separación

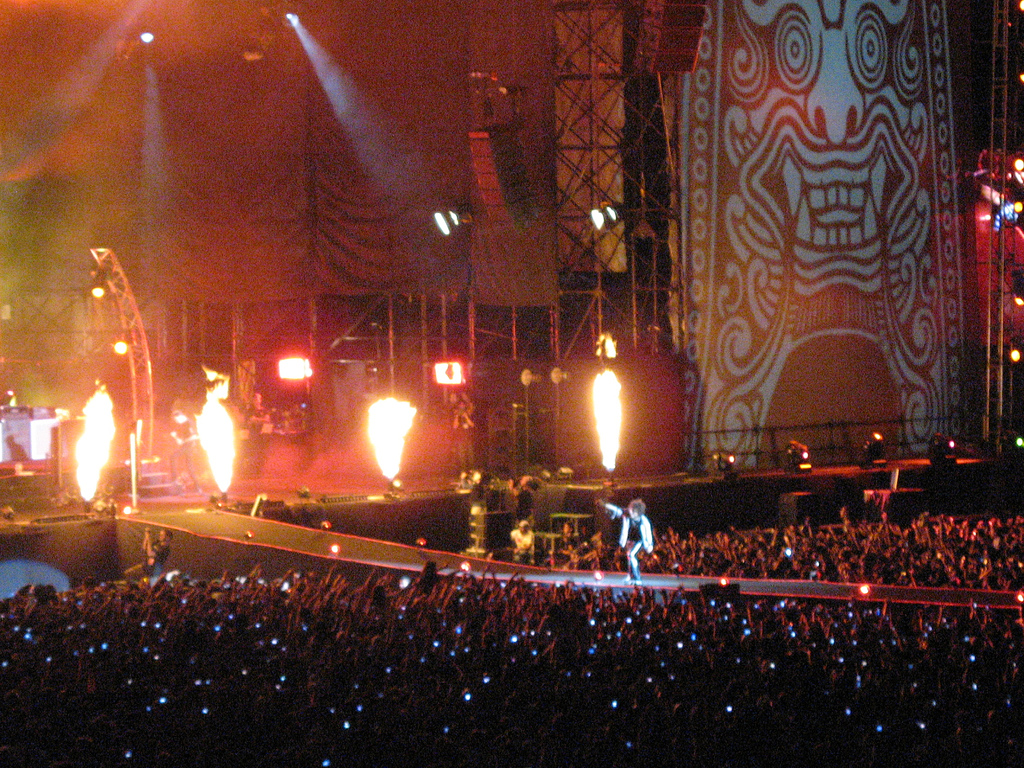
Héroes del Silencio durante una presentación en vivo interpretando la canción Avalancha.

Los rumores anteriormente citados se convirtieron en realidad y Héroes del Silencio se separó. Se barajan varios motivos, puesto que la banda nunca dio una respuesta concreta, aunque el principal parece ser el mal ambiente y la tensión entre los miembros, especialmente entre Juan y Enrique. Las opiniones se multiplicaron y las entrevistas a los miembros no arrojaban luz.[cita requerida]
A partir de este momento, el grupo deja de componer, y la compañía discográfica decide sacar cada poco tiempo nuevos CD de conciertos, rarezas, cajas, versiones, mezclas y todo tipo de material para los seguidores incondicionales del grupo.
En 1998 sacaron a la venta Rarezas, disco que contenía algunos temas inéditos, versiones en vivo y de estudio que nunca salieron a la luz o fueron ediciones limitadas y de difícil acceso.
Tras la disolución de Héroes del Silencio, es destacable la actividad del propio Bunbury en solitario. También Bogusflow, el proyecto que Alan Boguslavsky desarrolló después de colaborar en el debut del cantante. Por otro lado, Andreu prueba suerte con el grupo Puravida, pero el proyecto fracasó al poco tiempo de empezar, embarcándose el baterista en el proyecto DAB de música chill-out dentro del sello Café del Mar, del cual es directivo. Únicamente la carrera de Enrique Bunbury en solitario ha sido exitosa, sacando al mercado 5 discos y haciendo giras en España y Latinoamérica.
En cuanto a Juan Valdivia, hay que destacar las colaboraciones con su hermano Gonzalo Valdivia (El Alquimista), tanto en el primer disco (El Alquimista, 1996) con la canción "Guitar Session Yeah!", como en el tercero (La última carta de Sandinoche, 2005) con las canciones "Made in Juan Valdivia, "La canción del pastor" y "Crepus". Juan también lanzó su propio disco, Trigonometralla de 2001.

### Regreso en 2007

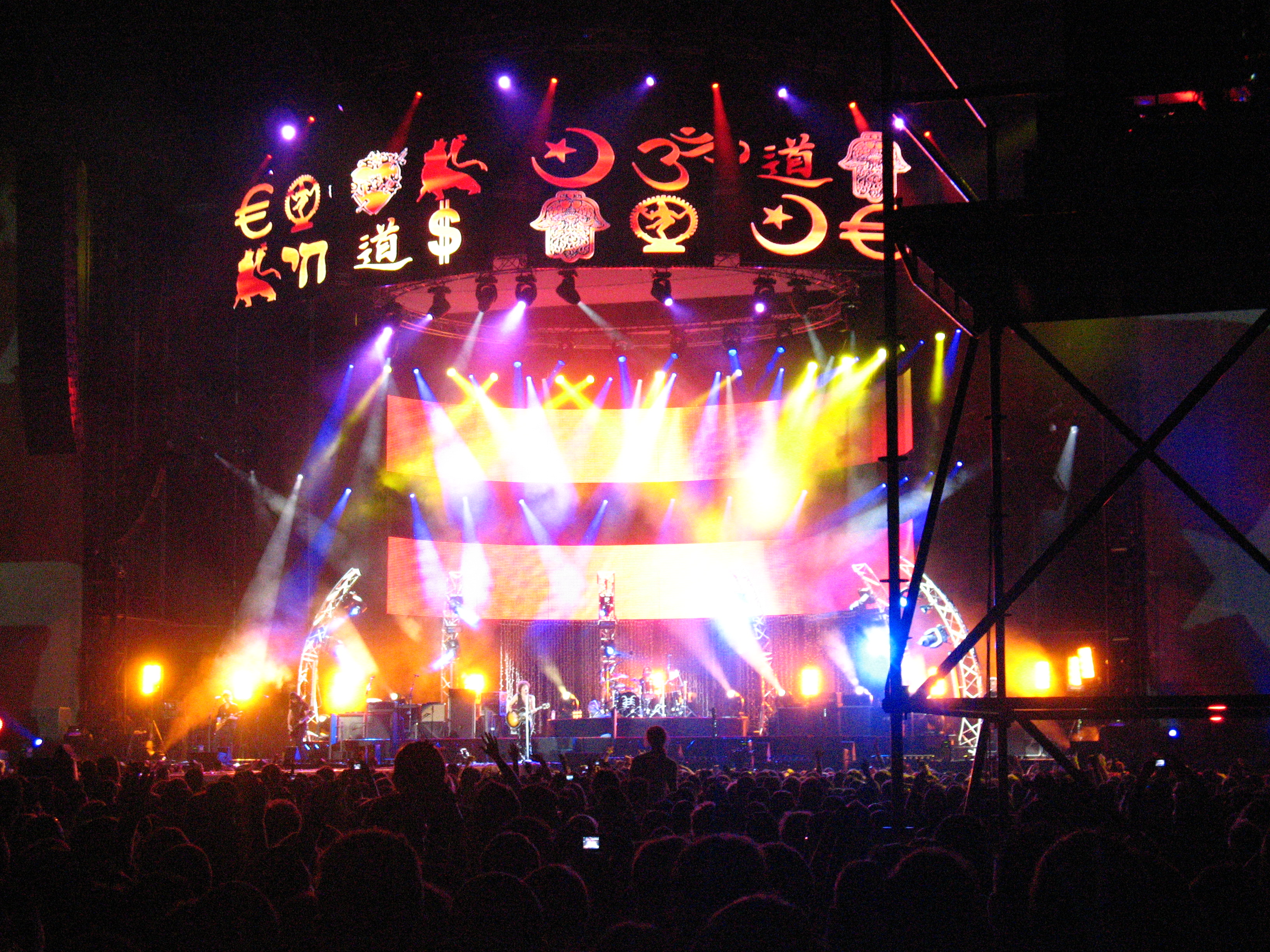
Héroes durante un momento de su actuación en Sevilla en octubre del 2007

El 14 de febrero de 2007, veinte años después de sus primeras grabaciones y once desde su separación, Héroes del Silencio anuncia su vuelta a los escenarios con el Héroes del Silencio Tour 2007, gira con la que se presentaron en: 
15 de septiembre de 2007Estadio del Ejército (Guatemala).
22 de septiembre de 2007Club Ciudad de Buenos Aires (Buenos Aires).
29 de septiembre de 2007Auditorio del Parque Fundidora (Monterrey)
2 de octubre de 2007Home Depot Center (Los Ángeles)
4 de octubre de 2007Foro Sol (México Distrito Federal)
6 de octubre de 2007Foro Sol (México Distrito Federal)
10 de octubre de 2007Estadio de La Romareda (Zaragoza)
12 de octubre de 2007Estadio de La Romareda (Zaragoza)
20 de octubre de 2007Estadio Olímpico de la Cartuja (Sevilla)
27 de octubre de 2007Circuito de Velocidad Ricardo Tormo (Cheste)
La novedad de este Tour fue que no participó el quinto 'Héroe', el guitarrista Alan Boguslavsky (por deseo expreso del resto de la banda). En su lugar lo hizo el también guitarrista Gonzalo Valdivia, hermano de Juan.
Para llevar a cabo esta gira, el grupo contó con el patrocinio de empresas tanto públicas como privadas, entre las que se incluyó la Expo Zaragoza 2008, el Real Zaragoza y el ayuntamiento de la misma ciudad.

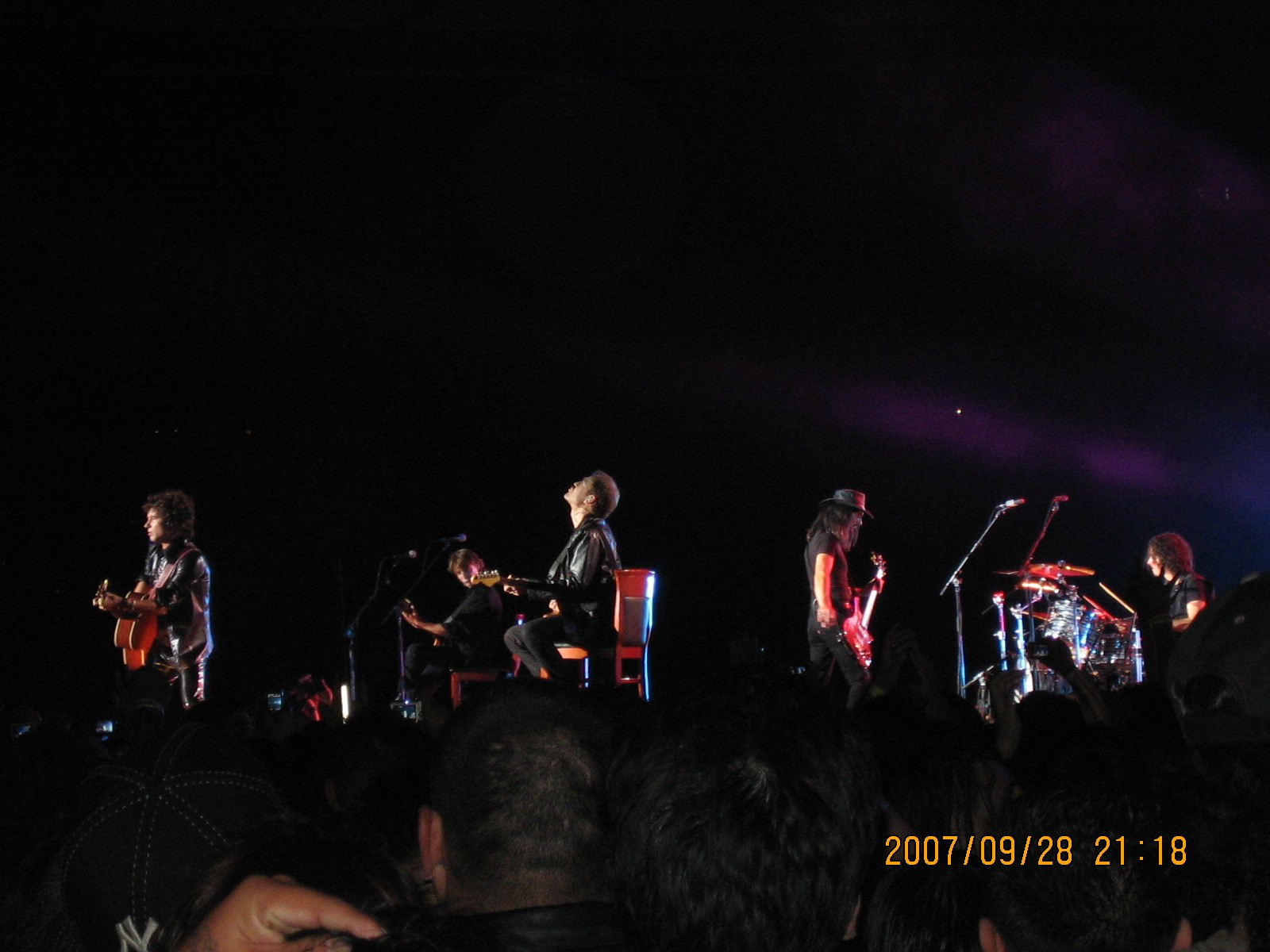
Héroes durante su actuación en el Home Depot Center Los Ángeles el 28 de septiembre de 2007

Para los conciertos de Sevilla, Zaragoza y México las entradas se vendieron en tiempo récord. En menos de 23 horas desde su puesta a la venta se vendieron todas ellas, aunque la mayor motivación de esta compra tan rápida fue la reventa. En un ejemplo concreto, las entradas para el concierto del 12 de octubre en Zaragoza, que se pusieron a la venta el 1 de marzo de ese mismo año a las 0:00, se agotaron en tan solo 3 h.
Y para el colofón, el concierto que cerraba la gira en el circuito Ricardo Tormo de Cheste (Valencia): El desastre en la previsión y la falta de organización que provocó un caos circulatorio durante más de cuatro horas, además de veinte kilómetros de retenciones que imposibilitaron el acceso a miles de seguidores.
Tras finalizar la gira, Bunbury confirmó el final definitivo de la banda y declaró que continuaría su carrera en solitario.

### Cronología
Héroes del Silencio